# Список игровых кинофильмов СССР (1949)
Список завершённых советских игровых полнометражных и короткометражных фильмов 1949 года производства, снятых для коммерческого проката. В списке отсутствуют неигровые и мультипликационные кинофильмы, а также телефильмы и учебные фильмы, не выходившие в прокат.

## Список фильмов
Все фильмы звуковые, обычного формата.
| Название (Альтернативное название) | Киностудия                 | Республика | Цвет  | Серий | Частей | Метраж | Выход в прокат              | Режиссёр                                   | Жанр                  | Примечание                            |             |
| ---------------------------------- | -------------------------- | ---------- | ----- | ----- | ------ | ------ | --------------------------- | ------------------------------------------ | --------------------- | ------------------------------------- | ----------- |
| Академик Иван Павлов               | Ленфильм                   | Россия     | ч.-б. | 1     | 11     | 3016   | 21 февраля 1949             | Рошаль Григорий                            | биография             |                                       | [ 1 ]       |
| Александр Попов                    | Ленфильм                   | Россия     | ч.-б. | 1     | 10     | 2699   | 3 мая 1949                  | Раппапорт Герберт, Эйсымонт Виктор         | биография             |                                       | [ 2 ]       |
| Алитет уходит в горы               | Киностудия им. М. Горького | Россия     | ч.-б. | 1     | 10     | 2759   | 10 апреля 1950              | Донской Марк                               | драма                 |                                       | [ 3 ]       |
| Встреча на Эльбе                   | Мосфильм                   | Россия     | ч.-б. | 1     | 11     | 2831   | 16 марта 1949               | Александров Григорий                       | исторический, драма   |                                       | [ 4 ]       |
| Девушка Араратской долины          | Ереванская киностудия      | Армения    | ч.-б. | 1     | 7      | 1922   | 14 января 1950              | Бек-Назаров Амбарцум                       | комедия               |                                       | [ 5 ]       |
| Звезда                             | Ленфильм                   | Россия     | ч.-б. | 1     | 9      | 2652,1 | 21 сентября 1953            | Иванов Александр                           | военный, драма        | Не был своевременно выпущен в прокат. | [ 6 ] [ 7 ] |
| Константин Заслонов                | Белорусьфильм              | Белоруссия | ч.-б. | 1     | 8      | 2273   | 12 сентября 1949            | Файнциммер Александр, Корш-Саблин Владимир | драма                 |                                       | [ 8 ]       |
| Кубанские казаки                   | Мосфильм                   | Россия     | цв.   | 1     | 13     | 3145   | 27 февраля 1950             | Пырьев Иван                                | комедия               |                                       | [ 9 ]       |
| Падение Берлина                    | Мосфильм                   | Россия     | цв.   | 2     | 17     | 4581   | 21 января 1950              | Чиаурели Михаил                            | исторический, военный |                                       | [ 10 ]      |
| Райнис                             | Рижская киностудия         | Латвия     | ч.-б. | 1     | 11     | 2913   | 1 августа 1949              | Райзман Юлий                               | биография             |                                       | [ 11 ]      |
| Сталинградская битва               | Мосфильм                   | Россия     | ч.-б. | 2     | 20     | 5251   | 9 мая 1949, 18 декабря 1949 | Петров Владимир                            | исторический, военный |                                       | [ 12 ]      |
| Счастливая встреча                 | Тбилисская киностудия      | Грузия     | ч.-б. | 1     | 9      | 2436   | 26 сентября 1949            | Санишвили Николоз                          | драма                 |                                       | [ 13 ]      |
| Счастливого плавания!              | Ленфильм                   | Россия     | ч.-б. | 1     | 8      | 2343   | 28 октября 1949             | Лебедев Николай                            | детский               |                                       | [ 14 ]      |
| Счастливый рейс (Машина 22-12)     | Мосфильм                   | Россия     | ч.-б. | 1     | 9      | 2153   | 15 июля 1949                | Немоляев Владимир                          | комедия               |                                       | [ 15 ]      |
| У них есть Родина                  | Киностудия им. М. Горького | Россия     | ч.-б. | 1     | 10     | 2459   | 20 марта 1949               | Файнциммер Александр, Легошин Владимир     | драма                 |                                       | [ 16 ]      |

### Комментарии
1. ↑  Первая серия.
2. ↑  Вторая серия.